# 地域力活性化研究室
株式会社地域力活性化研究室は、金沢市に本社を置く広告代理店である。東京都港区東新橋にも事業所を有する。
代表取締役は原子力発電環境整備機構（NUMO）広聴・広報アドバイザリー委員を務めている。2017年10月から住民向けに開催された経済産業省資源エネルギー庁・NUMO「科学的特性マップに関する意見交換会」事業を受託した。